# Belvosia borealis
Belvosia borealis är en tvåvingeart som beskrevs av Aldrich 1928. Belvosia borealis ingår i släktet Belvosia och familjen parasitflugor. Inga underarter finns listade i Catalogue of Life.